# The Mark of the Judas
The Mark of the Judas è il primo album in studio del gruppo melodic death metal statunitense Darkest Hour, pubblicato nel 2000.

## Tracce
1. For the Soul of the Savior – 6:01
2. A Blessing in Tragedy – 3:07
3. The Legacy – 3:42
4. Part II – 2:31
5. Eclipse – 4:56
6. The Mark of the Judas – 4:39
7. Escape Artist – 4:19
8. Messiah Complex – 4:28
9. How the Beautiful Decay – 7:15

## Formazione
- John Henry - voce, piano
- Mike Schleibaum - chitarra
- Ryan Parrish - batteria, piano
- Frederick Ziomek - chitarra
- Billups Allen - basso